# Hessen (Schiff, 1976)
Das Fahrgastschiff  Hessen ist ein Tagesausflugsschiff der Personenschiffahrt K. & K. Söllner GmbH in der kreisfreien Stadt Kassel in Nordhessen an der Fulda.

## Geschichte
Die Hessen lief 1975 mit der Baunummer 62 bei der Lux-Werft in Mondorf, Stadt Niederkassel, vom Stapel. Die Indienststellung des Schiffes fand 1976 statt. Von der Anlegestelle Altmarkt aus bot das Unternehmen Personenschiffahrt K. & K. Söllner GmbH Linienfahrten durch die Flusslandschaft und das Fuldatal rund um und in Kassel an. Das Schiff konnte für Familienfeste, Vereins- und Betriebsfahrten und andere Anlässe gechartert werden. Wegen der Sperrung der Stadtschleuse Kassel ab dem 1. November 2016 bis voraussichtlich 2023 konnte das Fahrgastschiff Hessen nur noch auf der Fulda oberhalb der Schleuse im Einsatz bleiben. Das Unternehmen hat den Fahrtbetrieb seit dem 21. April 2018 eingestellt. Feiern auf dem Schiff an der Anlegestelle waren möglich. Das Fahrgastschiff Hessen steht zum Verkauf. Somit wird es in absehbarer Zukunft keine Fahrgastschifffahrt mehr auf der Fulda und der Oberweser im Raum Hann. Münden geben.

## Das Schiff
Das 35 Meter lange und 6,50 Meter breite Schiff hat einen mittleren Tiefgang von 77 Zentimetern. Angetrieben wird es von einem Dieselmotor vom Typ Deutz F12L413 mit einer Leistung, die auf 226 PS gedrosselt wurde. Zur Stromerzeugung steht ein Aggregat vom Typ Polyma E-Pac Typ DE4-39-5/54380 mit einer Leistung von 39 kVA zur Verfügung. Der Brennstofftank fasst 4700 Liter Dieselkraftstoff, der Frischwassertank 2000 Liter und der Abwassertank hat ein Fassungsvermögen von 3000 Liter.